# Friedrich Heinrich Bidder
Georg Friedrich Karl Heinrich von Bidder (Trapene Manor, 9 novembre 1810 – Tartu, 22 agosto 1894) è stato un fisiologo e anatomista tedesco.

## Biografia
Nel 1834 conseguì il dottorato presso l'Università di Dorpat, dove divenne professore di anatomia (1842),e della fisiologia e patologia nel (1843). È stato membro corrispondente (1857) e membro onorario (1884) dell'Accademia di San Pietroburgo delle Scienze (oggi Accademia Russa delle Scienze). È stato il presidente della Società dei Naturalisti presso l'Università di Dorpat 1877-1890.
Biddere è soprattutto ricordato per i suoi studi di nutrizione e fisiologia gastrica. Dal 1847-1852 svolse degli studi fisiologici-chimici dei succhi gastrici e sul metabolismo con il chimico Carl Ernst Heinrich Schmidt (1822-1894). Condusse anche delle importanti indagini del sistema nervoso simpatico con Alfred Wilhelm Volkmann (1801-1877) e del midollo spinale con Karl Wilhelm von Kupffer (1829-1902).

## Nomi associati
Nomi associati a Bidder:
- "Gangli del Bidder": gangli situati nell'estremità inferiore del setto atriale; talvolta chiamato gangli ventricolare.
- "Organo di Bidder": organo riproduttivo brunastro di rospi maschi.